# Ogród botaniczny w Pawii

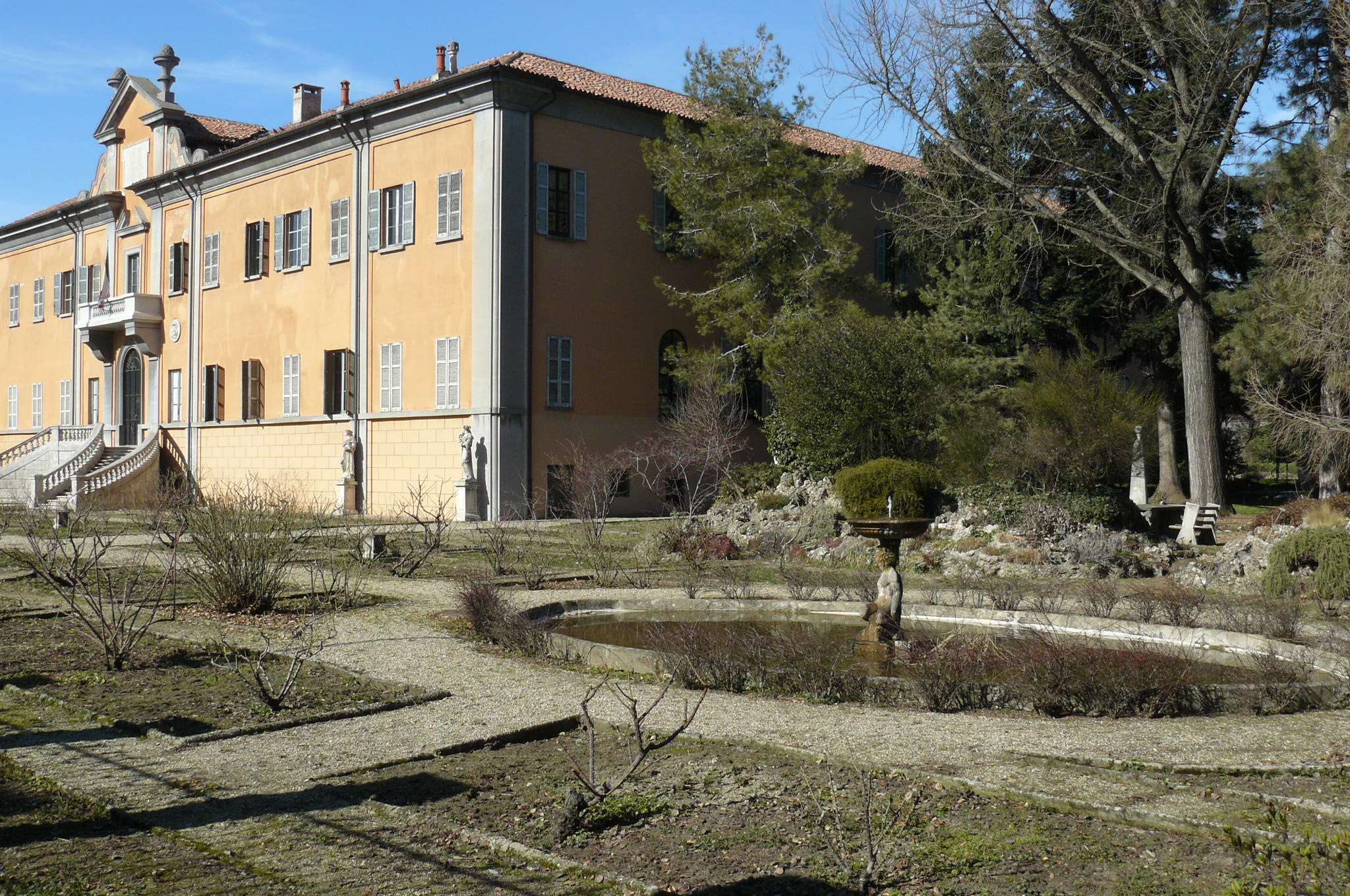
Widok ogólny

Ogród botaniczny w Pawii (wł. Orto Botanico dell'Università di Pavia, skr. Orto botanico di Pavia) – ogród botaniczny położony na wschodnim skraju centrum Pawii w Lombardii (północne Włochy).
Pierwszy ogród roślin leczniczych powstał w Pawii w 1520, ale jego lokalizacja nie jest obecnie znana. W 1763 Fulgenzio Vitman postanowił stworzyć w mieście odpowiednie zaplecze do nauczania botaniki. Ostatecznie w 1773 Vitman utworzył ogród w obecnym miejscu w oparciu o zabudowania dawnego klasztoru San Epifanio. W 1776 zbudowano szklarnie według projektu Giuseppe Piermariniego.
Ogród rozwijał się również później, aż w 1887 objął obecne 2 hektary powierzchni. Po II wojnie światowej fasada Instytutu Botaniki (dawnego klasztoru) została poważnie przekształcona, zmieniono też układ szklarni. Obecnie zarząd nad ogrodem sprawuje Wydział Ekologii Ziemi Uniwersytetu w Pawii. Istotnym elementem kolekcji są rośliny z terenu Lombardii.